# 코브라 (뱀)

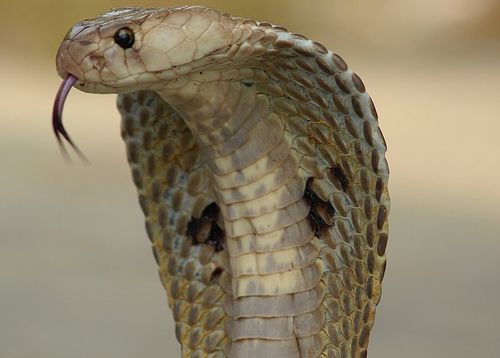
인도코브라

코브라(Cobra)는 다양한 독사를 통칭하는 말로, 대부분 나자속(Naja)에 속한다.
많은 코브라는 위협을 받으면 몸을 위로 들어 올려 후드를 드러낼 수 있다.

## "코브라"로 알려진 다른 뱀
- 고리무늬스피팅코브라(rinkhals, Hemachatus haemachatus)
- 킹코브라(king cobra, Ophiophagus hannah)